# Egrisigebergte
Het Egrisigebergte (Georgisch: ეგრისის ქედი), ook wel bekend als het Samegrelogebergte (სამეგრელოს ქედი) of het Odisjigebergte (ოდიშის ქედი), is een oost-west-gebergte in Georgië dat parallel loopt aan de Grote Kaukasus. Het gebergte ligt voornamelijk in de regio Samegrelo-Zemo Svaneti, maar ook in Ratsja-Letsjchoemi en Kvemo Svaneti en voor een klein gedeelte in Imereti. De naam is afgeleid van de vroeg-middeleeuwse Georgische koninkrijk Egrisi, dat overeen komt met het Colchis uit de Klassieke Oudheid. 

## Geografie
Het Egrisigebergte heeft een lengte van 60 kilometer met een maximale breedte van ongeveer 30 kilometer en is via het Svanetigebergte verbonden met de Grote Kaukasus. De noordwestzijde wordt begrensd door de Engoeri-rivier, terwijl de oostelijke kant wordt begrensd door de riviervallei van de Tschenistskali. De 3226 meter hoge Tsjitagvala (Georgisch: ჭითაგვალა) is de hoogste berg van het Egrisigebergte dat meerdere 'drieduizenders' heeft.
In het midden van het gebergte, niet ver van de oorsprong van de Techoeri-rivier, ligt op 1600 meter hoogte het balneologische kuuroord Lebarde. Het kuuroord is oorspronkelijk in de Sovjettijd ontwikkeld, maar is sindsdien vervallen en in beperkt gebruik. In 2019 werd een nieuwe weg naar het kuuroord aangekondigd, met plannen voor verdere ontwikkeling zoals een sanatorium, hotels en kabelbaan.

## Geologie
Het grootste deel van het Egrisigebergte bestaat uit porfierachtig gesteente uit het Jura-tijdperk. De zuidelijke periferie van Egrisi bestaat uit Trias kalksteen. Er zijn karstmassieven en kloven in dit gedeelte van het gebergte. Verder zijn er kleine gletsjers en overblijfselen van oude gletsjers in de hoogste delen van het gebergte. Het gletsjermeer Tobavartsjchili ligt op een hoogte van 2643 meter boven zeeniveau, aan de voet van de Tsjitagvala. Er liggen nog enkele kleinere meren in het gebergte, waarvan Ochodzja, ook wel Didi (klein) Tobavartsjchili genoemd, de best toegankelijke is.

## Flora
Tot een hoogte van 1200 meter zijn de hellingen van Egrisi hoofdzakelijk bedekt door loofbossen bestaande uit eiken-, beuken-, kastanjebomen en haagbeuken. Naaldbossen, bestaande uit de Kaukasische zilverspar (Nordmannspar) en Kaukasische spar (oosterse spar), staan tussen de 1200 en 2100 meter hoogte. De hoogste delen van het gebergte zijn bedekt met (sub)alpiene weiden. De endemische en bedreigde Mingreelse berk (Betula megrelica) groeit op enkele plaatsen in de bergen. Een aanzienlijk deel van de gematigde regenwouden van Georgië bevindt zich in het Egrisigebergte. De zuidelijke hellingen ontvangen neerslag van meer dan 2000 millimeter per jaar, terwijl sommige hoge toppen neerslag ontvangen boven de 3000 millimeter in een jaar. 

## Panorama

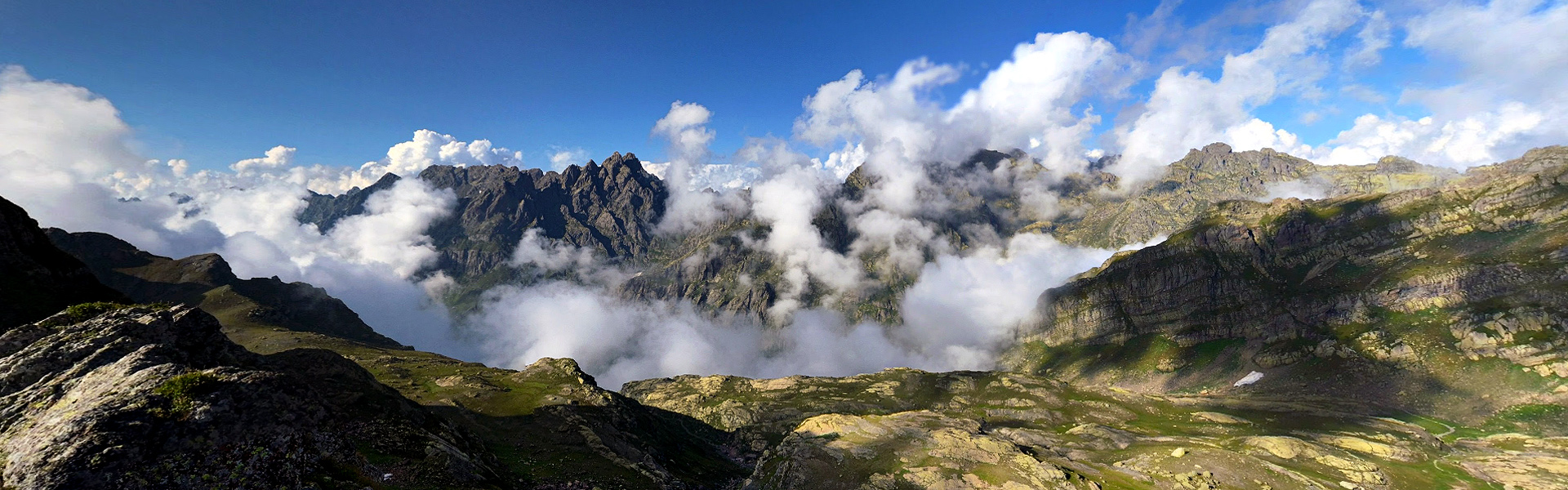
Egrisigebergte